# Cladosporium aphidis
Cladosporium aphidis är en svampart som beskrevs av Thüm. 1877. Cladosporium aphidis ingår i släktet Cladosporium och familjen Davidiellaceae.   Inga underarter finns listade i Catalogue of Life.